# 大阪キッズ
大阪キッズ（おおさかキッズ）は、かつて活動していた漫才コンビ。所属事務所はよしもとクリエイティブ・エージェンシー（結成当初は松竹芸能）。1986年1月結成、2011年解散。

## メンバー
- 藤田 茂明（ふじた しげあき、1967年1月22日 - [1]）
  - 大阪府大阪市出身（吉本興業公式ホームページでは守口市）。
  - ボケ担当、立ち位置は向かって左。
  - 解散後は『大阪キッズ藤田』としてピン芸人やイベント司会、弟子一門の親睦会の主催者として活動している。
  - 身長：168cm、体重：64kg。
  - 血液型はB型。
  - 2024年1月28日に芸名を『藤田兄さん』に改名したことを発表[2]。
- 寺田 和信（てらだ かずのぶ、1966年10月29日 - [1]）
  - 大阪府大阪市出身。
  - ツッコミ担当、立ち位置は向かって右。
  - 解散後は芸人を引退。
  - 身長：172cm、体重：63kg。
  - 血液型はB型。

## 経歴
1986年にコンビ結成。後に若井ぼん・はやとのはやとに弟子入りする。1991年に『NHK新人演芸大賞』に大阪代表として出演し東京進出を果たした。
1996年の結成10周年において一時活動休止を発表するが、翌1997年に再結成し同時に事務所を吉本興業に移籍する。2人の2011年1月の結成25周年ライブにおいて解散した。

## 受賞歴
- NHK上方漫才コンテスト最優秀賞（1992年）
- アチャコ杯若手漫才コンクール優勝（1999年）- 福井県勝山市にて開催。

## 出演

### テレビ
- XUXUギャルズ（サンテレビ）
- ざまぁKANKAN!（読売テレビ）
- 新しい波（フジテレビ）- 1992年11月6日、竹井輝彦と共演
- 森脇健児の切磋たく丸!!（朝日放送）
- おはよう朝日です（朝日放送）
- おじょママ!F（関西テレビ）- 藤田のみ
- 暗躍!芸人ブローカー 〜テレビに出ない（秘）芸人密売所〜（関西テレビ） - 藤田のみ、解散後に出演
- なるみ・岡村の過ぎるTV（朝日放送）- 藤田のみ、解散後に出演

### ラジオ
- つるべがおかず（ABCラジオ）
- 上方演芸会（NHKラジオ第一）
- 青春ベジタブル（KBS京都）

### 映画
- なにわ遊侠伝（原作：どおくまん）
- シャブ極道（原作：山之内幸夫、監督：細野辰興）

### CM
- FromA
- シマノ